# Гармаш Галина Семенівна
Гали́на Семе́нівна Гарма́ш (нар. 27 жовтня 1966, Кобеляки) — українська поетеса; член Національної спілки письменників України з 2001 року.

## Життєпис
Народилася 27 жовтня 1966 року у місті Кобеляках Полтавської області (нині Україна). 1990 року закінчила факультет журналістики Київського державного університету імені Тараса Шевченка.
Протягом 1990—1994 років працювала кореспондентом газети «Наша віра»; у 2003—2005 роках — в тижневику «Слово Просвіти»; з 2005 року — редактор видавництва «Махаон-Україна».

## Творчість
Авторка збірок віршів «Дні мовчання» (Київ, 1992), «Софія»(2009), «Очі волошок» (2009), «Вершина Лета»(2009), «Знак Орла» (2009), «Обетование весны» (2010) та низки публікацій у часописах.